# Soledad Bengoecha de Cármena
Soledad Bengoecha de Cármena, née le 21 mars 1849 à Madrid et morte en 1893 dans la même ville, est une pianiste et compositrice espagnole. Issue d’une famille mélomane, elle a étudié avec Juan Ambrosio Arriola Jáuregui (1833-1866), Jesús de Monasterio (1836-1903) et, à Bilbao, avec Nicolás Rodríguez Ledesma (1791-1883),,.

## Œuvre
Le style de Cármena combine des éléments de musique allemande et de l'opéra italien. Ses plus belles œuvres sont l'ouverture Sybille, écrite et crée à Paris et sa Marche triomphale. Sa Messe (1867) reçoit un accueil critique enthousiaste, vantant les beautés de sa texture, réminiscence de la polyphonie de la renaissance espagnole.
- Flor de los cielos, zarzuela (1894)
- El gran día, zarzuela (1894)
- A la fuerza ahorcan, zarzuela (1876)
- Sybille, ouverture (1873 ; Paris 1875)
- Messe (1867)
- Marcha triunfal (Madrid, 1883)